# ファンタスティック・ネグリート
ファンタスティック・ネグリート(Fantastic Negrito)は、アメリカ合衆国の音楽家であるイグザヴィア・ディーフレッパレーズ(Xavier Dphrepaulezz)による現在のアーティスト名であり、新たな音楽プロジェクト。
“あらゆる人種・人々にブラック・ルーツ・ミュージックを表現すること”をコンセプトとしている。グラミー賞を三度受賞している。　

## 来歴
1960年代後半、アメリカ合衆国のマサチューセッツ州で生まれた。12歳の時にオークランドに移住するが、厳格な父と対立して家出をし、孤児院やストリートで生活をした。家庭では父の意向で限られた音楽しか聴くことが出来なかったが、その地で流行していたファンキーなR&Bに触れ、夢中になった。
18歳頃からピアノ、ドラム、ギター等を独学で習得し、20歳頃までにあらゆる楽器を演奏できるようになり、デモテープを作るようになった。しかし、生活上では、銃に関わるような危険な仕事にも携わった。その結果、強盗に襲われて命を失いかける経験をしたことで人生が嫌になり、1991年頃、オークランドからロサンゼルスへ移住した。
ロサンゼルス移住後も音楽活動を続けていたが、ある時、ジョー・ラファーロにゴルフ場で強引に渡したデモテープが気に入られインタースコープ・レコードと契約することになり、1995年にイグザヴィアというアーティスト名でデビュー、『Xファクター』というアルバムをリリース。有名アーティストらと ツアーを回ったりもしたが、自身のやりたい音楽の方向性とは異なるという葛藤があり、結果ヒットにも恵まれなかった。
1999年、重大な交通事故に遭い、約三週間意識不明の状態となった。一命はとりとめたが腕が動かなくなり、長期にわたるリハビリが必要となった。更に、インタースコープ・レコードとの契約も打ち切られ、音楽に希望を見出だせなくなり、2008年に再びオークランドに戻った。オークランドで家族をもうけ生活していたが、赤ん坊である我が子が泣いた時に、ふとギターを手に取ってあやしたところ泣き止んで機嫌が良くなったのをきっかけに、再び音楽に目覚めていった。
今度は流行にとらわれず、真にやりたかったアメリカン・ルーツ・ミュージックを始めた。デルタ・ブルースに傾注し、ブルースに根差した音楽をストリートで演奏するようになった。この頃、アーティスト名をファンタスティック・ネグリートとした。
ストリートで活動開始後、2015年のNPRタイニー・デスク・コンサート・コンテストで優勝となった後同年4月にアルバム『ファンタスティック・ネグリートEP』をリリース。全米ビルボードブルースチャートの2位にランクイン。続いて『デラックスEP』を同年7月にリリース。
2016年6月にはフル・アルバムの新作『ザ・ラスト・デイズ・オブ・オークランド』をリリースし、これが全米ビルボード・ブルース・アルバム・チャートで4位となった。

## 評価
音楽評論家・吉岡正晴は、フル・アルバム『ザ・ラスト・デイズ・オブ・オークランド』について、「来年（2017年）のグラミー賞ノミネートも期待される」と述べた。

## 受賞歴
- NPRタイニー・デスク・コンサート・コンテスト優勝（2015年）
- 第59回グラミー賞（2017年）最優秀コンテンポラリーブルーズアルバム賞[2]
- 第61回グラミー賞（2019年）最優秀コンテンポラリーブルーズアルバム賞
- 第63回グラミー賞（2021年）最優秀コンテンポラリーブルーズアルバム賞[3]